# Muzeum Papiernictwa w Dusznikach-Zdroju
Zasugerowano, aby wydzielić z tego artykułu fragmenty do artykułu Młyn papierniczy w Dusznikach-Zdroju.  (dyskusja)

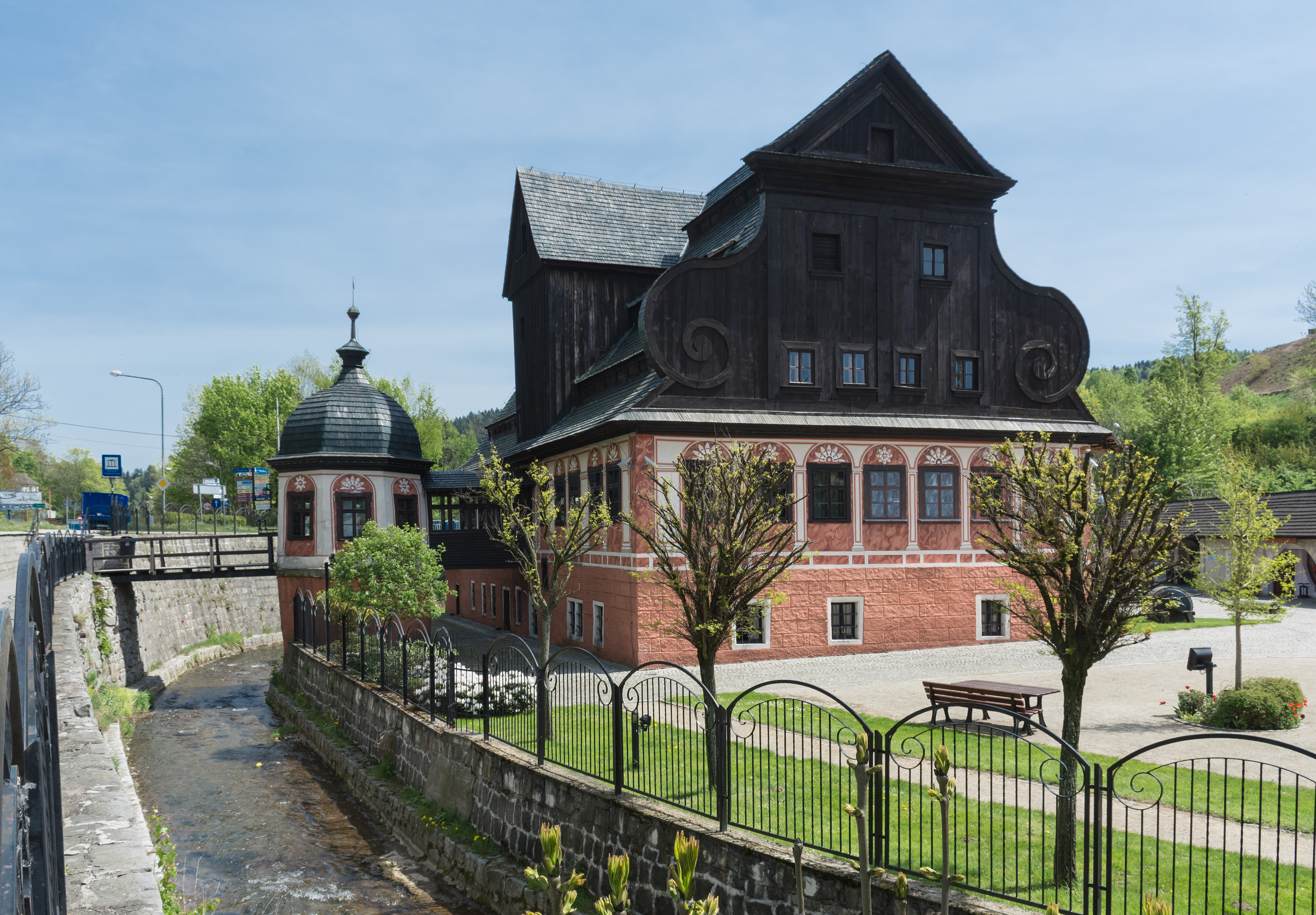
Widok od strony rzeki

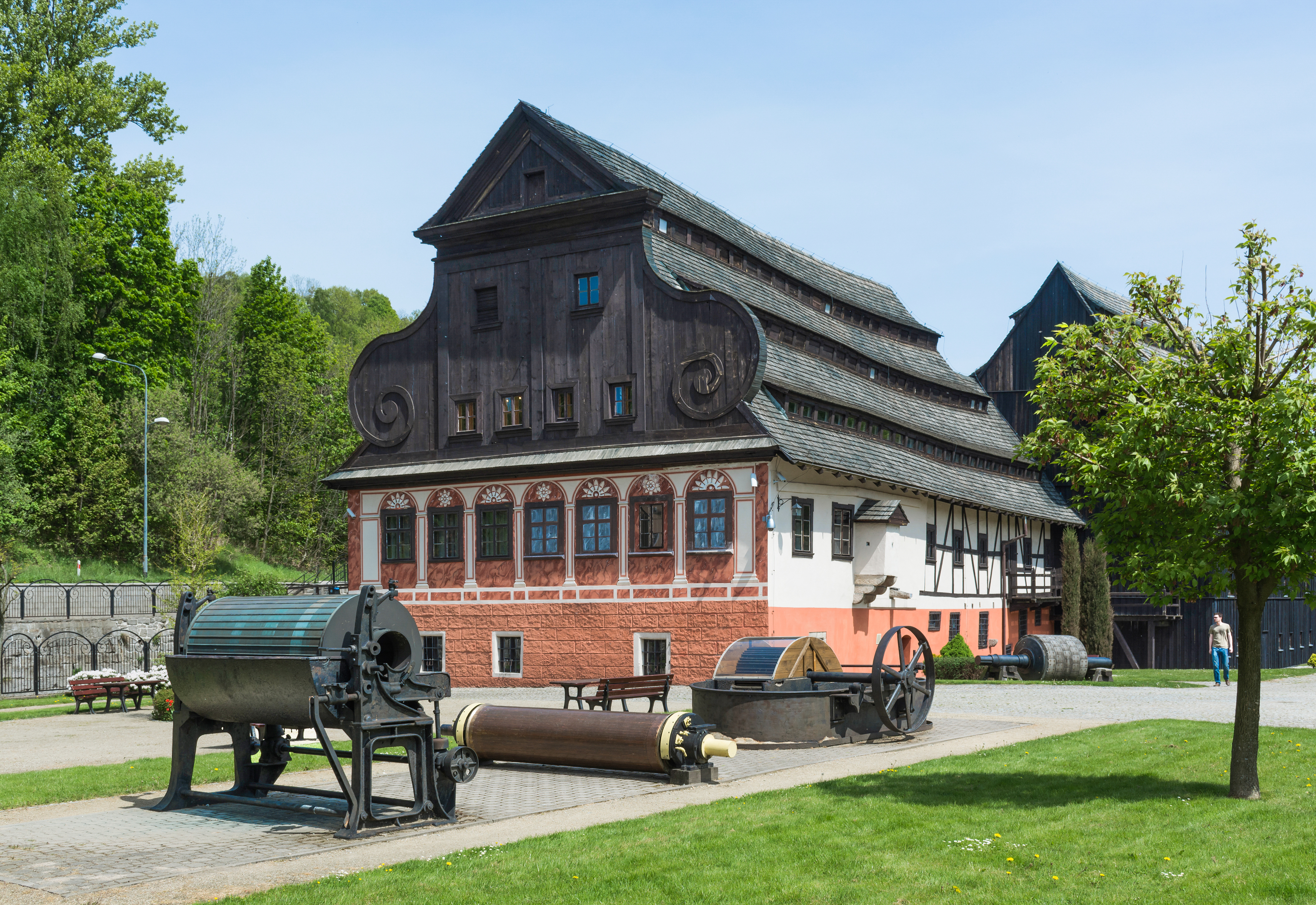
Ekspozycja urządzeń papierniczych

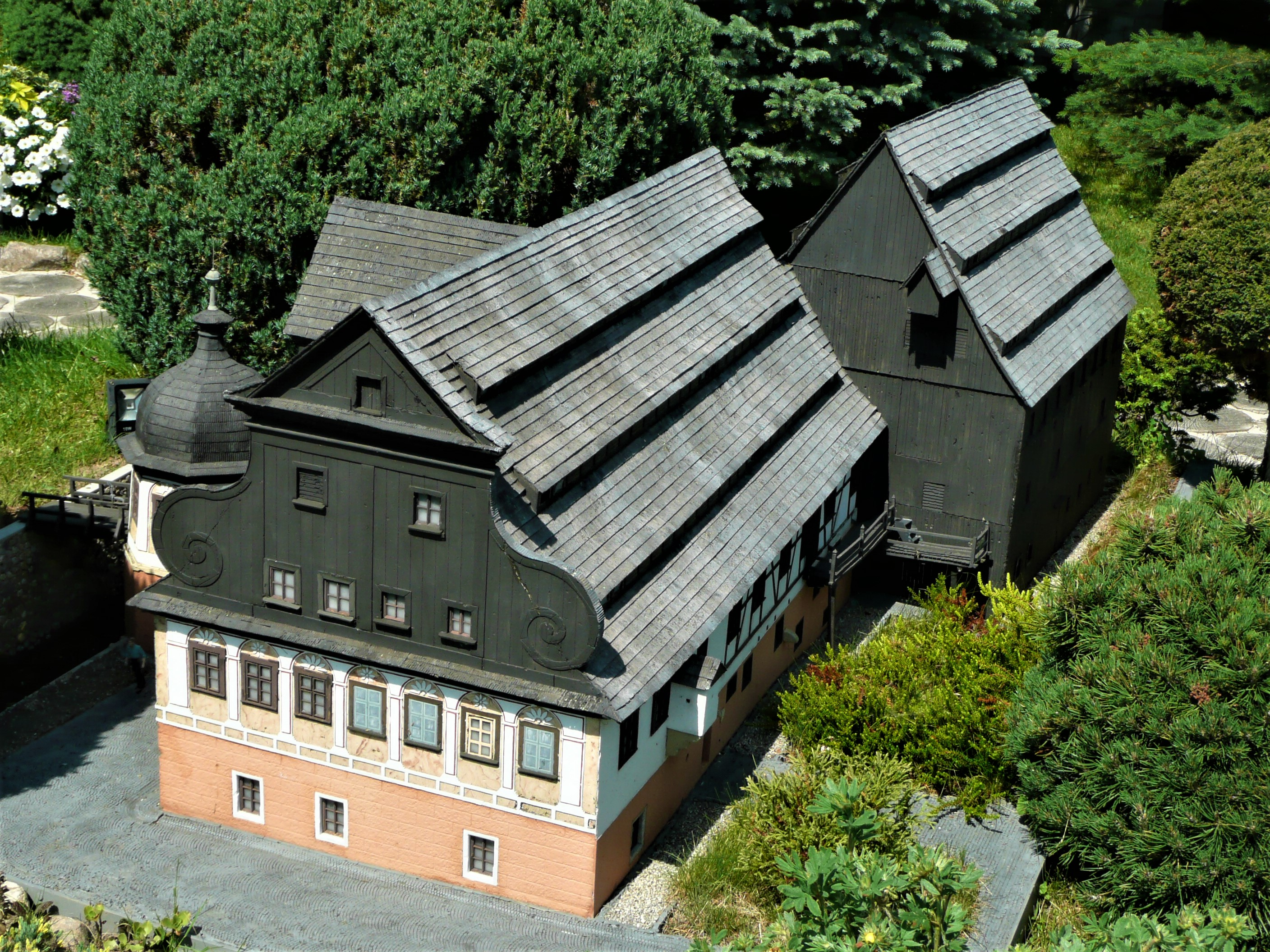
Miniatura młyna w Parku Miniatur Zabytków w Kowarach

Muzeum Papiernictwa w Dusznikach-Zdroju – placówka muzealna Samorządu Województwa Dolnośląskiego w miejscowości Duszniki-Zdrój, utworzona w 1968 w XVI/XVII-wiecznym młynie papierniczym o unikatowej architekturze nad Bystrzycą Dusznicką. Oprócz działalności muzealniczej produkuje w niewielkich ilościach papier czerpany według dawnej technologii na oryginalnych zabytkowych maszynach. Młyn-papiernia wpisany jest do rejestru zabytków województwa dolnośląskiego na podstawie decyzji z 6 listopada 1956 r., nr rejestru A/4053/336.

## Historia
Młyn papierniczy w Dusznikach to zabytek techniki. W skład zespołu wchodzą: budynek główny wzniesiony w konstrukcji ryglowej na wysokiej kamiennej podmurówce, trzykondygnacyjny i przylegający od strony wschodniej późniejszy budynek suszarni całkowicie drewniany, z ciekawą konstrukcją nośną wykonaną w początkach XVII w., która przetrwała do współczesności. Elementami charakterystycznymi dla papierni są dach kryty gontem, zakończony od zachodu barokowym szczytem wolutowym, oraz oryginalny ośmioboczny dwukondygnacyjny pawilon wejściowy w kształcie wieży nakrytej kopułowym dachem gontowym, a we wnętrzach budynku – polichromia z XVII–XIX stulecia. Obiekt posiada dużą wartość historyczną w skali Polski i jest jednocześnie ciekawą atrakcją turystyczną. 20 września 2011 młyn papierniczy w Dusznikach-Zdroju decyzją Prezydenta RP uzyskał status pomnika historii. Obecnie trwają starania o wpisanie zabytkowej papierni na listę UNESCO (zgłoszenie 2019).
Papiernictwo na Dolnym Śląsku ma bogate tradycje, sięgające schyłku średniowiecza. Pierwsza papiernia, we Wrocławiu, powstała przed 1490. W kolejnych wiekach działało około 100 młynów papierniczych, spośród których do dziś przetrwał tylko młyn dusznicki. Tradycje czerpania papieru w Dusznikach sięgają XVI stulecia; pierwsza wzmianka o tutejszej papierni pochodzi z 1562, a dotyczy sprzedaży udziałów w czerpalni przez Ambrożego Teppera Mikołajowi Kretschmerowi. Przyjmuje się zatem, że młyn powstał przed 1562. Papiernia uległa w znacznej części zniszczeniu podczas powodzi w 1601. Młyn odbudowano i czerpanie papieru wznowiono w 1605. Okres świetności dusznickiej papierni trwał do schyłku XVIII w. Ówcześni właściciele papierni Hellerowie przybyli z czeskiego Frydlandu w 1750 otrzymali dziedziczny tytuł „papierników królewskich”. Wytwarzany papier należał do najlepszych na Śląsku. Pisali na nim władcy Polski, Czech i Prus. Wykorzystywali go też i artyści, między innymi Fryderyk Chopin podczas pobytu na kuracji w 1826.
Hellerowie unowoczśnili produkcję wprowadzając w 1719 koło wodne nasiębierne, następnie ok. 1737 młyn do wytwarzania masy papierniczej, oraz w 1753 maszyny do cięcia szmat i gładzenia papieru. W tym czasie powstał obszerny budynek suszarni, wykorzystywany także do magazynowania zwiększonej produkcji. W 1822 papiernia została odsprzedana rodzinie Wiehrów, w której rękach pozostała do 1939. W XIX stuleciu z powodu rozwoju maszynowej techniki produkcji papieru młyn stopniowo podupadał. Próbą dostosowania się dusznickich papierników do nowych trendów w produkcji było zastosowanie w 1905 maszyny papierniczej. Poprawa sytuacji nastąpiła na krótko i już w okresie międzywojennym całkowicie zaniechano produkcji, a papiernię ostatni właściciel Carl Wiehr przekazał miastu w 1939 na cele publiczne z ideą przekształcenia zespołu w muzeum.
Po II wojnie światowej początkowo brakowało koncepcji wykorzystania niszczejącego młyna papierniczego. Dopiero w latach 60. przeprowadzono poważne remonty i przystąpiono do urządzania w zabytkowym obiekcie Muzeum Papiernictwa, które otwarto dla zwiedzających 26 lipca 1968. Po trzech latach wprowadzono pokazową produkcję papieru czerpanego. Czerpalnia prędko stała się atrakcją przyciągającą każdego roku dziesiątki tysięcy turystów. Wydrukowano na nim wiele cennych publikacji, między innymi reprint Konstytucji 3 maja.
Papiernia ucierpiała podczas lokalnej powodzi w lipcu 1998, która dotknęła zachodnią część ziemi kłodzkiej. Woda zalała czerpalnię, podmyła fundamenty suszarni, zniszczyła muzealny dziedziniec oraz przyniosła wiele ton mułu i nieczystości. Skutki powodzi usunięto dzięki środkom przekazanym przez rząd polski i staraniom zakładów branży papierniczej, oraz osób prywatnych. Remonty popowodziowe zakończono w 2003 realizacją założenia parkowo-ogrodowego.
Od 1998 Muzeum Papiernictwa jest instytucją prowadzoną przez Urząd Marszałkowski Województwa Dolnośląskiego.
W latach 2007–2008 przebudowano w papierni część ciągów komunikacyjnych, przystosowując obiekt do zwiedzania przez osoby niepełnosprawne. W dawnej suszarni papieru powstała obszerna sala, przystosowana do prezentowania wystaw i organizowania konferencji.
Od 2001 muzeum organizuje Święto Papieru – imprezę o charakterze festynu, popularyzującą wiedzę o historii i znaczeniu papieru, druku, introligatorstwa i sztuki współczesnej.
W 2008 roku dusznickie muzeum obchodziło jubileusz 40-lecia działalności. Dla zwiedzających zorganizowano ponad 40 dużych przedsięwzięć (wystaw, festynów, prezentacji). 10 października 2008 r. Muzeum Papiernictwa zostało odznaczone przyznanym przez Ministra Kultury i Dziedzictwa Narodowego Srebrnym Medalem „Zasłużony Kulturze Gloria Artis” za całokształt działań na rzecz rozwoju narodowej kultury, a 30 grudnia 2008 roku instytucji wręczono Nagrodę Kulturalną Dolnego Śląska „Silesia”, przyznaną przez Sejmik Województwa Dolnośląskiego, za dokonania w szerzeniu kultury oraz promowanie Dolnego Śląska. W 2016 Muzeum zostało uhonorowane Nagrodą Kulturalną Śląska Kraju Związkowego Dolnej Saksonii i Samorządu Województwa Dolnośląskiego za ochronę historycznego młyna papierniczego oraz badania i upowszechnianie dziejów śląskiego papiernictwa.
W 2013 decyzją Ministra Kultury i Dziedzictwa Narodowego Muzeum Papiernictwa zostało wpisane do Państwowego Rejestru Muzeów pod pozycją nr 115. W 2016 młyn papierniczy został zabezpieczony nowatorskim systemem gaszenia pożarów mgłą wodną typu FOG. Obecnie placówka jest jednym z trzech muzeów w Polsce posiadających tego typu zabezpieczenia. Zadanie zostało zrealizowane w ramach projektu finansowanego z funduszy norweskich i środków Europejskiego Obszaru Gospodarczego (dotacja: 6 682 490 zł), realizowanego pod kierownictwem wicedyrektor muzeum Joanny Seredyńskiej.
Muzeum udostępnia zwiedzającym ekspozycje poświęcone historii papieru, jego roli w rozwoju cywilizacji oraz zastosowaniu w codziennym życiu. Wystawy czasowe prezentowane w dusznickiej papierni poświęcone są m.in. sztuce współczesnej, dziejom techniki oraz historii regionu. Dotąd w historycznym młynie papierniczym zaprezentowano blisko 150 wystaw czasowych. Wśród nich najważniejsze to: Makulatura – surowiec XIX wieku (2001), Drukarskie techniki zdobienia papierów i tkanin (2008), Paszporty krajów Unii Europejskiej (2011), Laboratorium papieru (2014), PaperK (2016), 50 lat Muzeum Papiernictwa i Waluta Niepodległej (2018).

### Badania naukowe młyna
Krótko po uruchomieniu muzeum, w pomieszczeniach poddasza odkryto nieznane ostatnim niemieckim właścicielom papierni malowidła ścienne. Trwające kilkanaście lat prace restauracyjne pozwoliły na udostępnienie 5 ścian i 2 sufitów pokrytych malowidłami w XVII i XVIII w. Są to kompozycje składające się głównie z elementów roślinnych, architektonicznych. Dodatkowo w trakcie remontu dachu w 2009 odkryto wewnętrzny sufit, również pokryty polichromią. Jedno z malowideł przedstawia biblijną scenę kuszenia Józefa przez żonę Putyfara. Według najnowszych badań przeprowadzonych przez prof. Andrzeja Kozieła, wzmiankowany fragment powstał w czasach, gdy papiernią zarządzał Józef Ossendorf (lata 70. XVIII w.) i jest aluzją do jego postaci, jako człowieka uczciwego i wiernego. Jest to jedyna na Dolnym Śląsku scena przedstawiająca Józefa i żonę Putyfara. Autorstwo części dekoracji przypisywane jest Casparowi Rathsmannowi, XVIII-wiecznemu malarzowi dusznickiemu.
W trakcie prac remontowych realizowanych w latach 2008–2009 oraz w 2017 prof. Marek Krąpiec przeprowadził analizę dendrochronologiczną fragmentów belek. Wyniki badań potwierdziły datowanie części drewnianych budynku głównego na 1605. Ponadto ustalono, że drewno, z którego wzniesiono przyległą do papierni suszarnię, pozyskano w latach 1742–1743 (dotąd sądzono, że suszarnia pochodzi sprzed 1737).
W 2016 prof. Rafał Eysymontt zapoczątkował badania architektoniczne zabudowań młyna papierniczego. Najnowsze ustalenia pozwalają stwierdzić, że obiekt powstawał etapami na przestrzeni ok. trzech wieków. Przyziemie oraz południowo-zachodnią część parteru należy datować na okres przed 1562, pozostałą część parteru i poddasze na początek XVII w. Ozdobne elewacje młyna posiadają cechy charakterystyczne dla początków XIX w. Analiza architektoniczna pozwala stwierdzić, że młyn będący zarówno wytwórnią papieru, jak i siedzibą papierników, którzy należeli do stanu szlacheckiego, posiada cechy dworu.
W 2018 została wydana Monografia młyna papierniczego przedstawiająca najnowszy stan wiedzy na temat dziejów młyna papierniczego i Muzeum Papiernictwa. W opracowaniu sprostowano liczne dotąd podawane błędne informacje oraz przedstawiono wiele nowych faktów dotyczących właścicieli papierni, etapów powstawania i przebudowy papierni.
Przeprowadzone w ostatnich latach analizy naukowe wskazują, że dusznicka papiernia jest jednym z najbardziej interesujących pod względem architektonicznym obiektów poprzemysłowych w skali świata. Oprócz doskonale zachowanych elementów świadczących o dawnej technice produkcji, zachowały się liczne zdobienia (polichromie, elewacja zewnętrzna, ozdobny szczyt młyna) świadczące o majętności dusznickich papierników oraz ich przynależności do elit intelektualnych ziemi kłodzkiej. Muzeum jest jednocześnie jedynym zakładem papierniczym w Polsce, a jednym z kilku w Europie, produkującym papier czerpany w tej technologii i na oryginalnym parku maszynowym.

### Kolekcje muzealne
- arkuszy papierów z filigranami z polskich, śląskich i pomorskich czerpalni (XVI–XXI wiek),
- arkuszy papierów barwionych historycznymi technikami (XIX–XX w.),
- zabytkowych aparatów do badania właściwości papieru (XIX–XX w.),
- urządzeń do produkcji papieru czerpanego (formy czerpalne, prasy do odciskania wody),
- maszyn wykorzystywanych w przemyśle papierniczym (pocz. XX w.),
- urządzeń wykorzystywanych w drukarstwie i introligatorstwie (pocz. XX w.),
- historycznych paszportów i dokumentów identyfikacyjnych (XIX–XX w.),
- kolekcja historycznych banknotów,
- zbiór ekslibrisów (XX w.).
- japoński warsztat papierniczy z ołtarzem bogini papieru Kawakami Gozen – dar rodziny Yamaguchi z Echizen.

Najcenniejszym eksponatem dusznickiego muzeum jest młyn papierniczy (obecnie siedziba instytucji). Bogato zdobiony obiekt jest jednym z najcenniejszych zabytków techniki, świadczącym o historii tutejszego papiernictwa i bogactwie dusznickich papierników.

### Starania o wpisanie młyna na listę UNESCO
Po nadaniu papierni statusu Pomnika Historii dyrektor muzeum podjął starania o wpisanie młyna na listę światowego dziedzictwa kulturowego UNESCO. W różnych krajach europejskich zachowało się do dziś ok. 30 młynów papierniczych, dlatego Muzeum Papiernictwa realizuje koncepcję przygotowania wniosku o wpisanie na listę kilku najcenniejszych historycznych papierni. W 2015 rozpoczęto współpracę z młynem w Velkich Losinach w Czechach, a w 2017 z podobnym obiektem w Homburgu w Niemczech. 1 grudnia 2017 w Dusznikach-Zdroju podpisano List intencyjny pomiędzy trzema muzeami, określający wolę wzajemnych starań o wspólny wpis na listę UNESCO, w 2019 do grupy dołączył młyn papierniczy z Ambert we Francji, a w 2021 zabytkowa papiernia w Pietrabuonie we Włoszech. 16 października 2019 dusznicka papiernia została zgłoszona przez Ministerstwo Kultury i Dziedzictwa Narodowego jako kandydat Polski do wpisu ma listę UNESCO. W ramach przygotowywania dokumentacji o wpis na listę UNESCO, Muzeum Papiernictwa zorganizowało w latach 2019–2022 ekspedycje naukowe do Austrii, Belgii, Francji, Hiszpanii, Holandii, Portugalii, Szwajcarii, Szwecji, Włoch i Wielkiej Brytanii w celu przebadania zachowanych w tych krajach młynów papierniczych.

## Ekspozycja stała

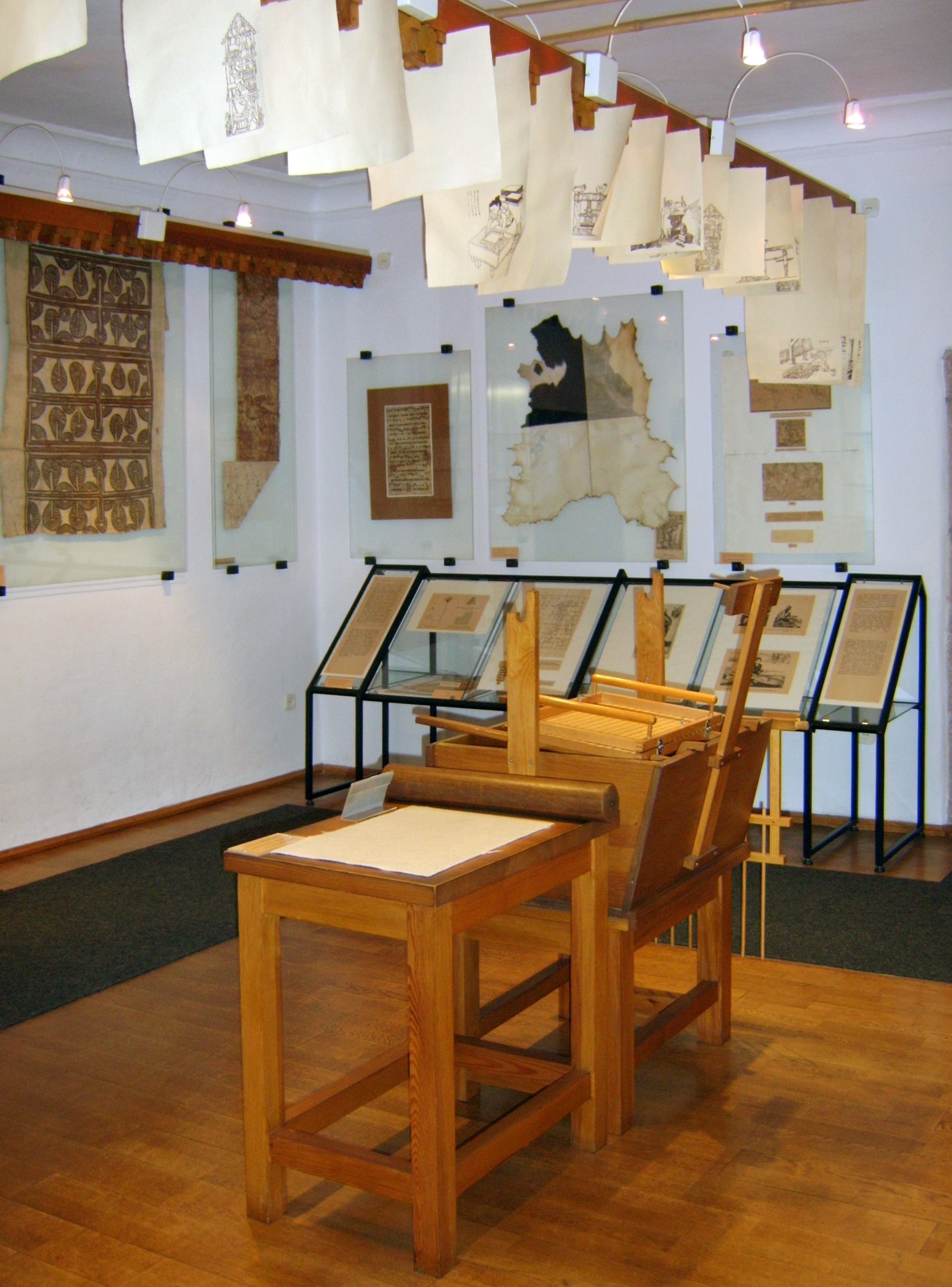
Fragment ekspozycji muzealnej

Jest to jedyny zachowany i do dziś działający obiekt tego typu w Polsce i jeden z nielicznych w środkowej Europie. Można tutaj zobaczyć:
- odrestaurowany, kryty gontem budynek papierni – bezcenny w skali świata zabytek techniki,
- pokazową produkcję czerpanego papieru: „holender” do rozdrabniania masy celulozowej, kadzie czerpalne, sita oraz prasy do odciskania itp.,
- ekspozycje przedstawiające rozwój techniki produkcji papieru wzbogacone m.in. arkuszami z filigranami, zabytkowymi sitami, modelami urządzeń papierniczych oraz jedną z największych na świecie kolekcją zabytkowej aparatury do badania właściwości papieru,
- ekspozycję „Polski pieniądz papierowy” z najcenniejszymi polskimi banknotami emitowanymi od 1794 do 2017 (dostępna od lipca 2017),
- wirtualną wystawę sztuki papieru (dostępną od lipca 2017),
- portrety Jana Pawła II w znakach wodnych,
- wystawę ilustrującą historię drukarstwa,
- ekspozycję wielkogabarytowych oryginalnych urządzeń papierniczych,
- ogród roślin włóknistych, przydatnych do produkcji papieru.

Można tu własnoręcznie wykonać kartkę papieru:
- dla grup zorganizowanych organizowane są lekcje muzealne,
- turyści indywidualni mogą wziąć udział w warsztatach czerpania papieru.

Na wystawie „Polski pieniądz papierowy” można zbadać zabezpieczenia banknotów i dokumentów.
W muzeum można kupić:
- papiery akwarelowe, rysunkowe, drukarskie i do pisania do formatu A2,
- papiery artystyczne zdobione kwiatami i ziołami ziemi kłodzkiej,
- składane ręcznie i drukowane tu wizytówki, listowniki i inne wyroby do formatu A3,
- specjalne albumy poezji wydawane w niskich nakładach,
- na specjalne zamówienia czerpane papiery ze specjalnym znakiem wodnym według projektu lub pomysłu klienta.

Muzeum jest również znaczącym ośrodkiem badań nad historią papiernictwa. Od 2007 r. wydaje recenzowane pismo naukowe „Rocznik Muzeum Papiernictwa”, w którym publikowane są opracowania dotyczące dziejów papiernictwa, historii Dusznik-Zdroju oraz kronika muzeum. W zespole redaktorskim pracuje m.in. Dagmara Kacperowska, recenzentem naukowym jest m.in. prof. dr hab. Tomasz Głowiński..

## Galeria

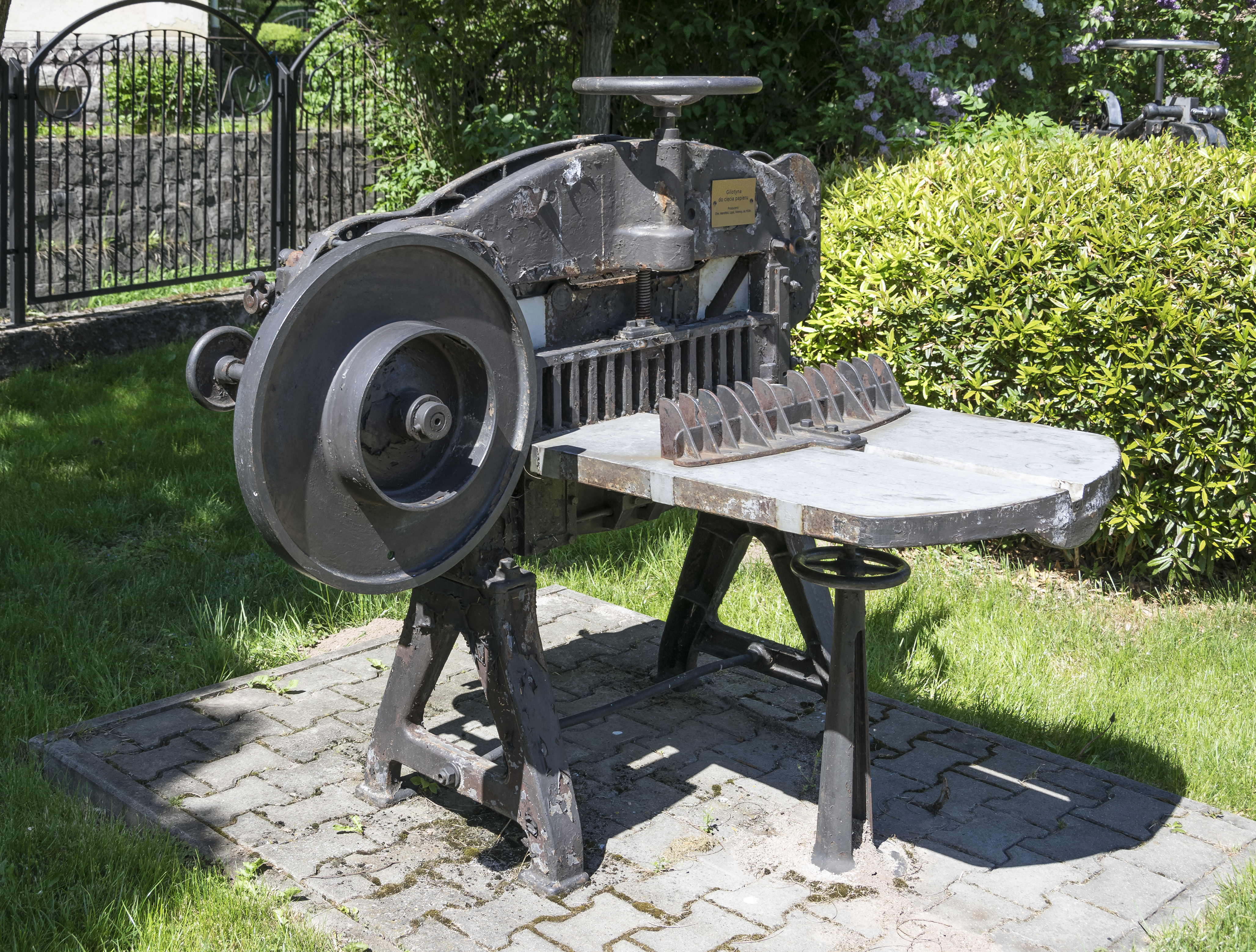
Gilotyna do cięcia papieru
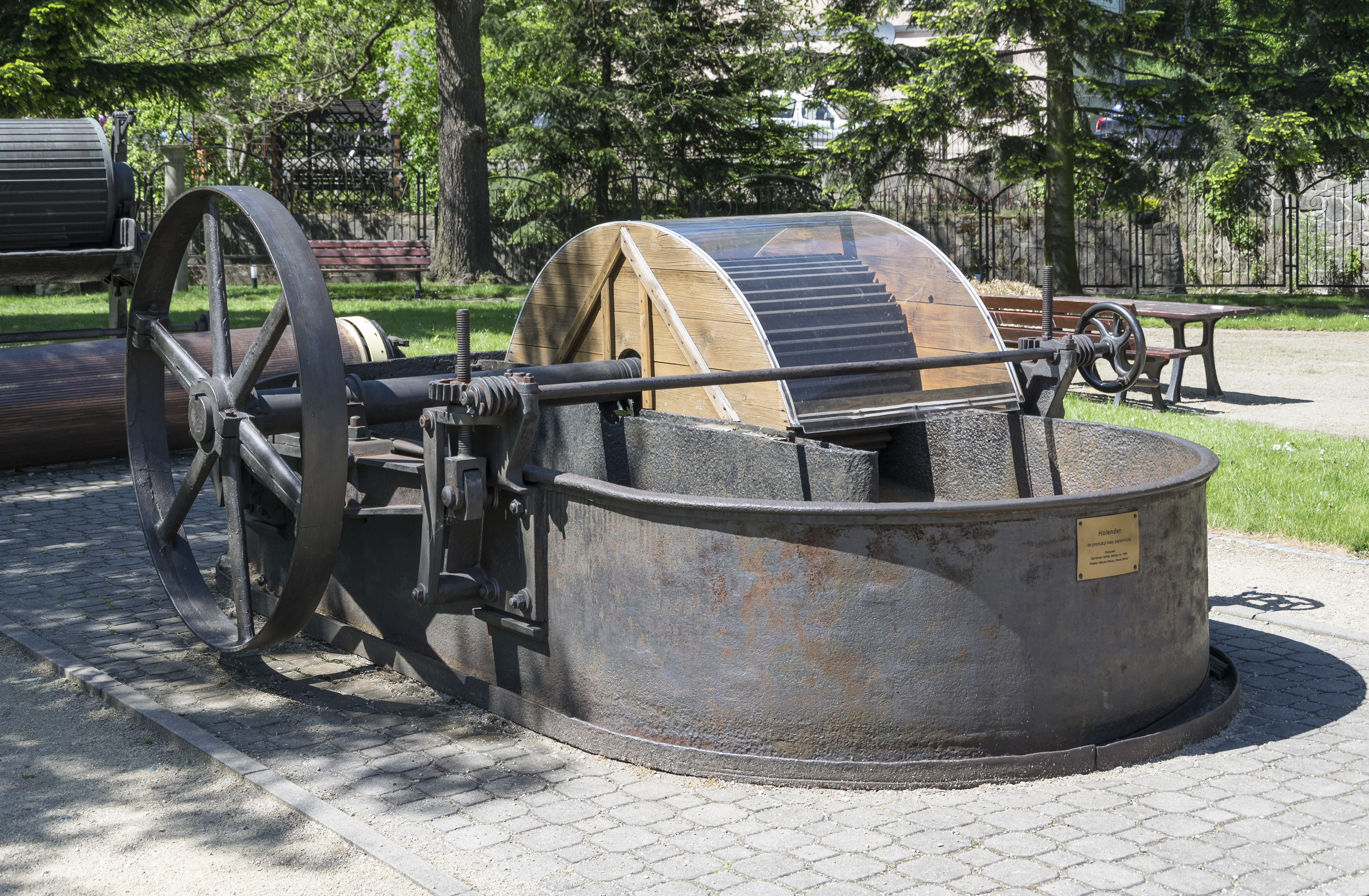
Holender do produkcji masy papierniczej
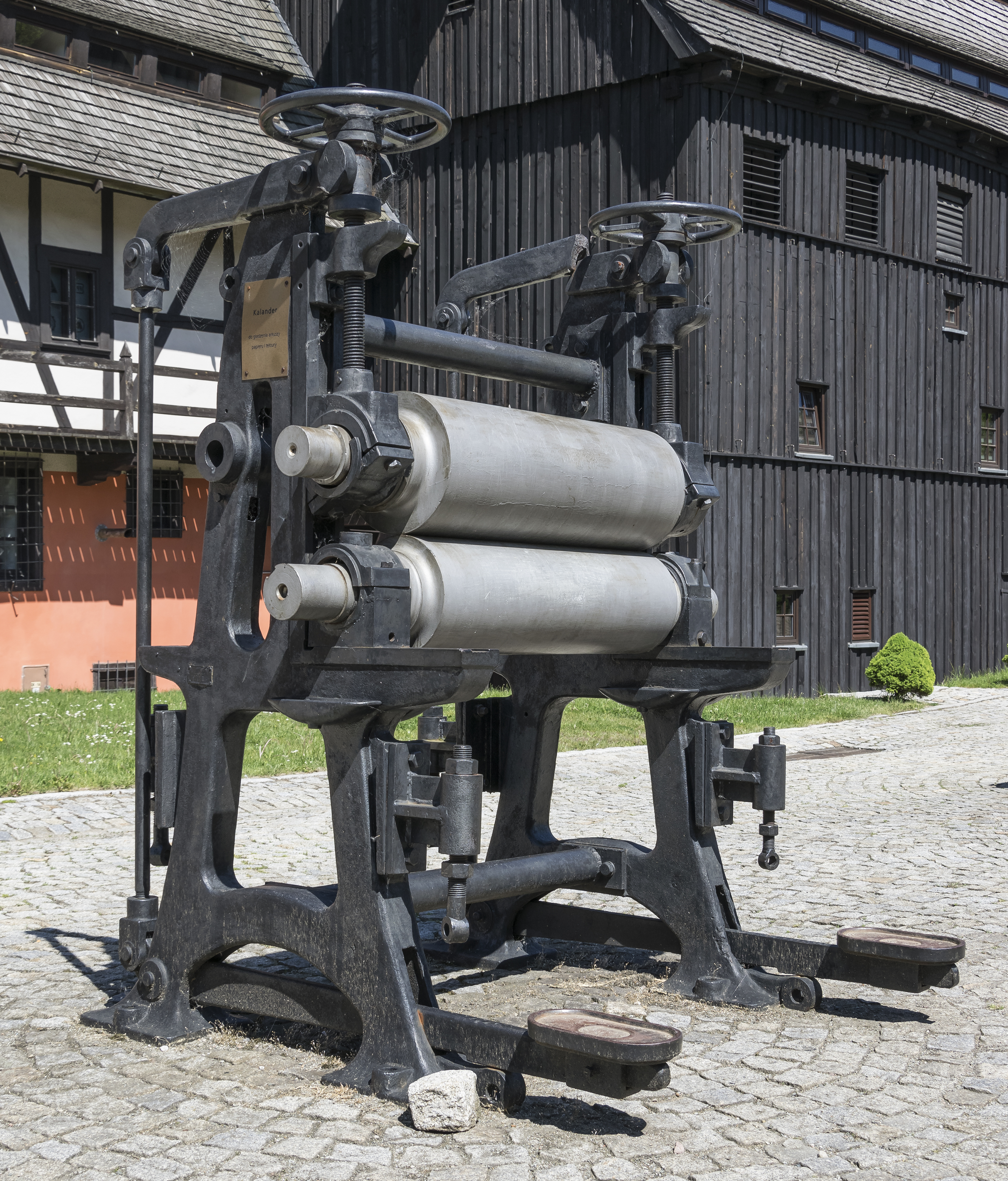
Kalander do wygładzania papieru
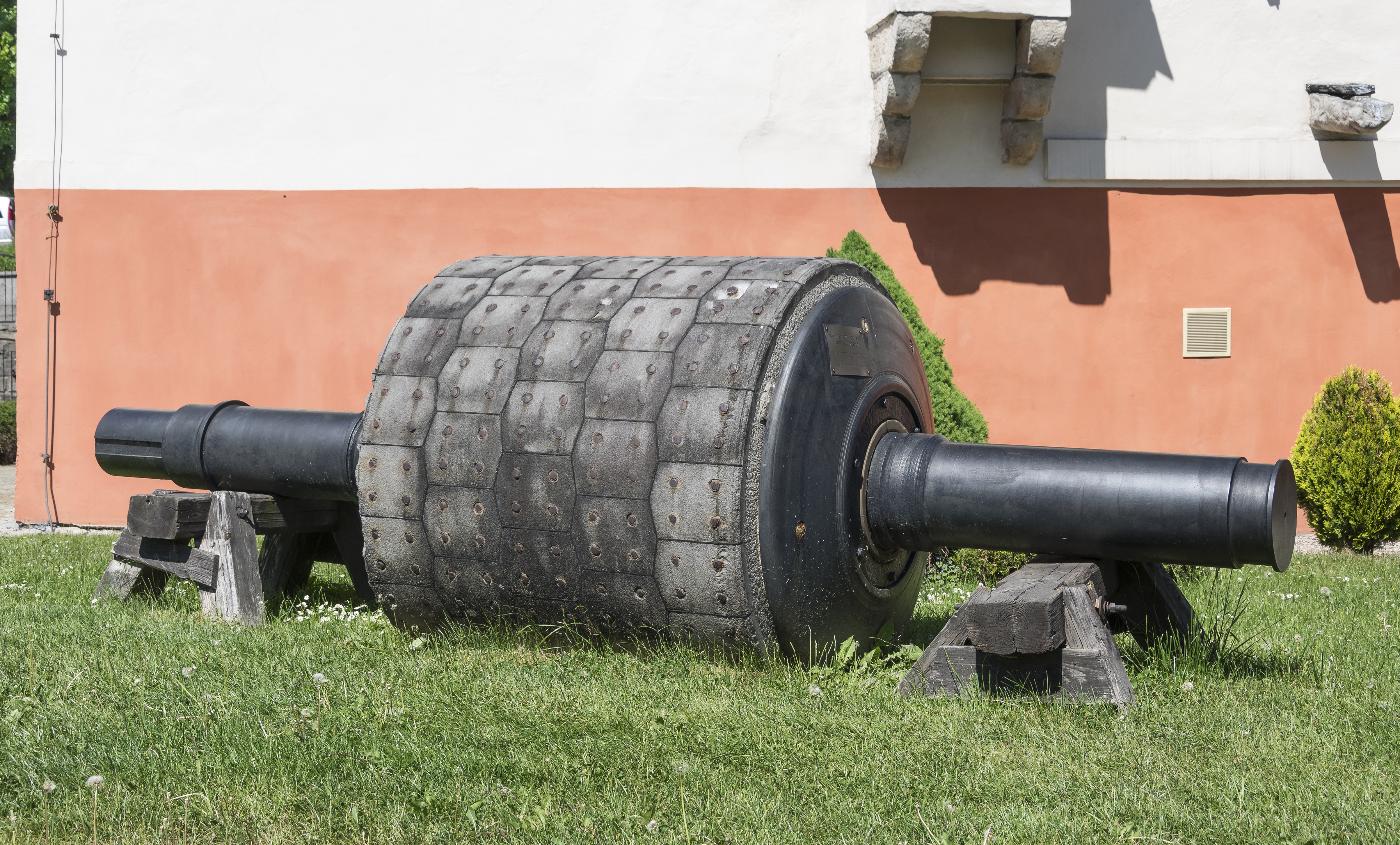
Kamień ścieraka łańcuchowego
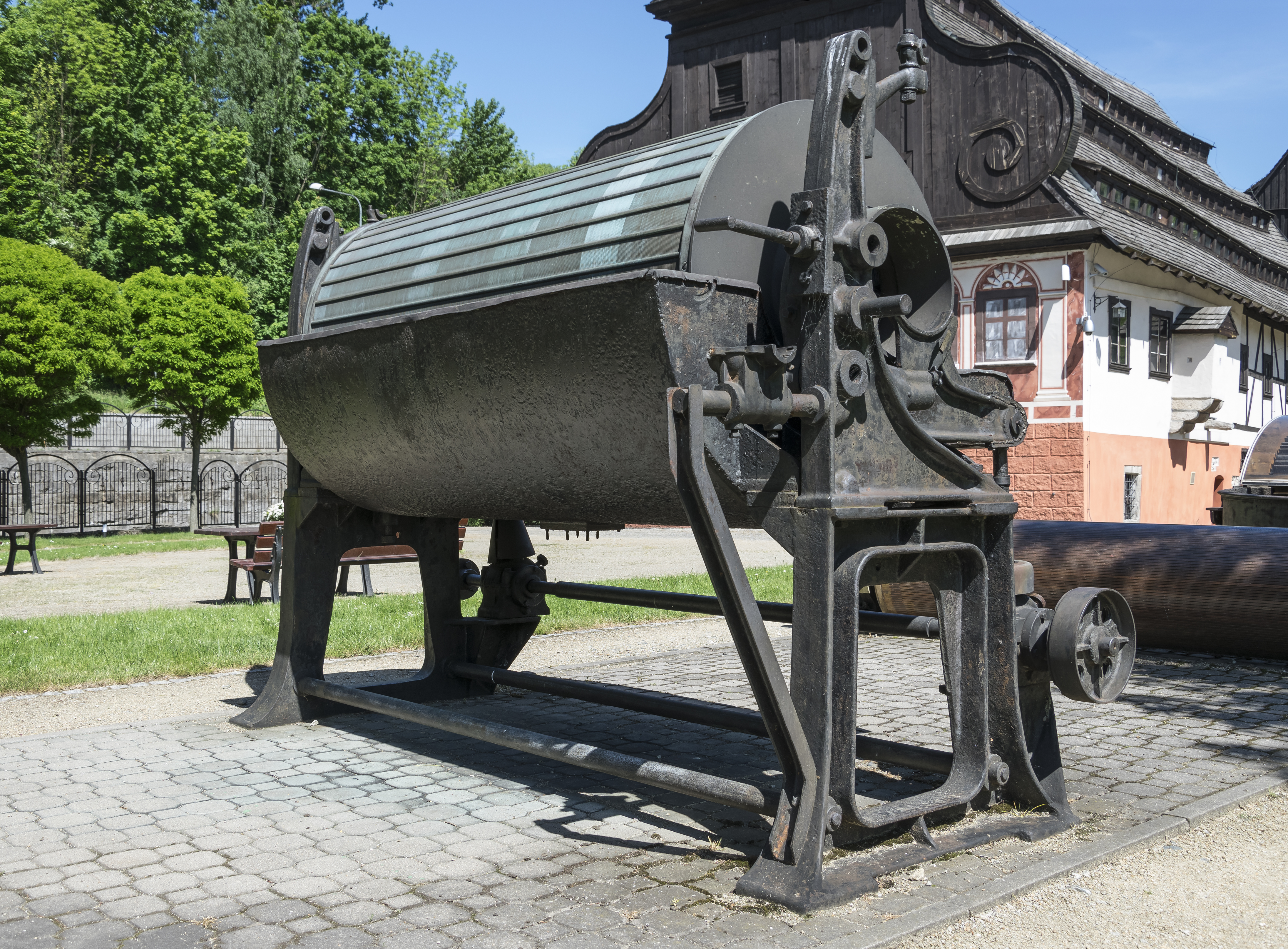
Rafka do oczyszczania masy papierniczej
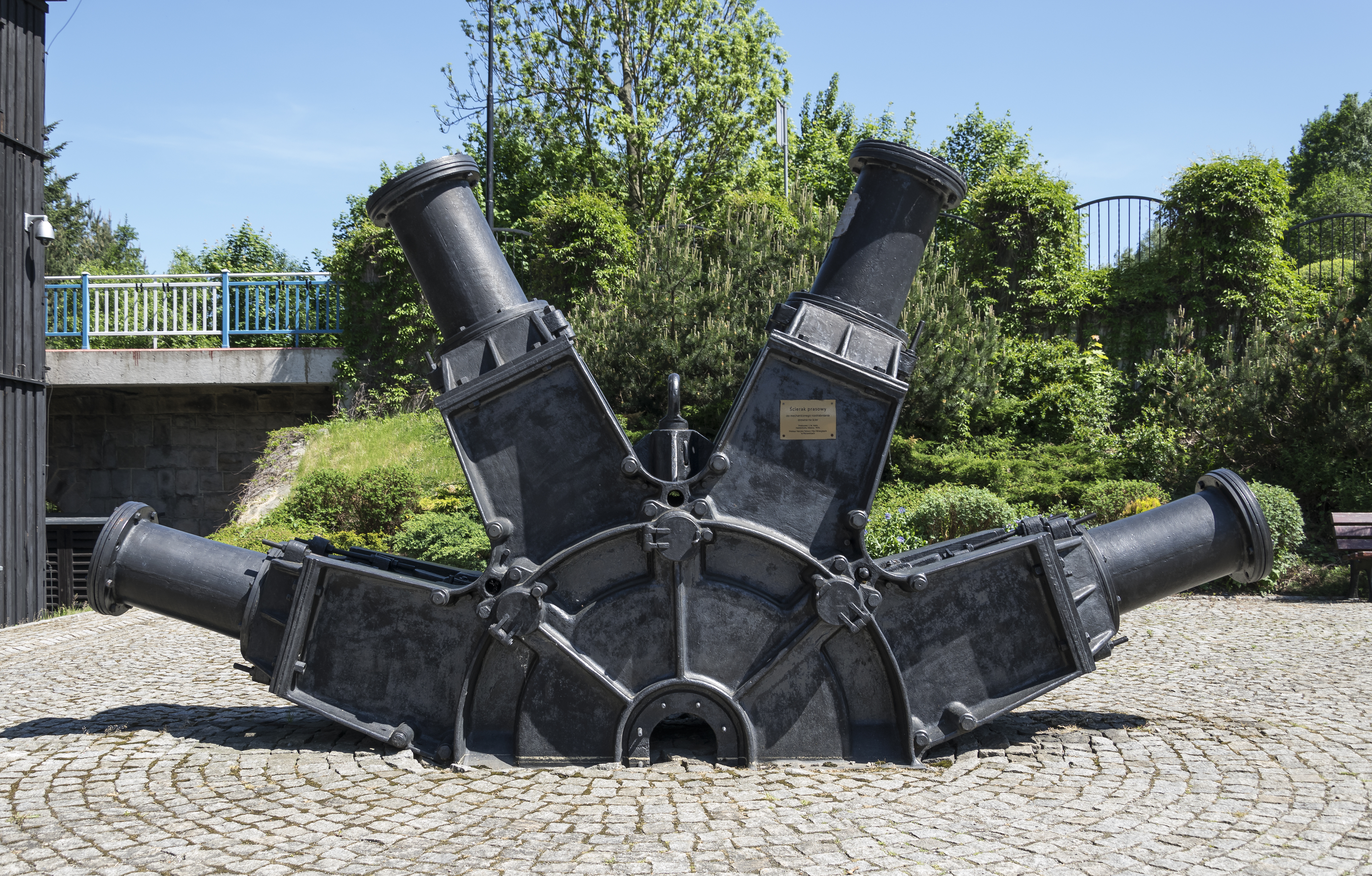
Ścierak prasowy do rozdrabniania drewna